# Algocarburant

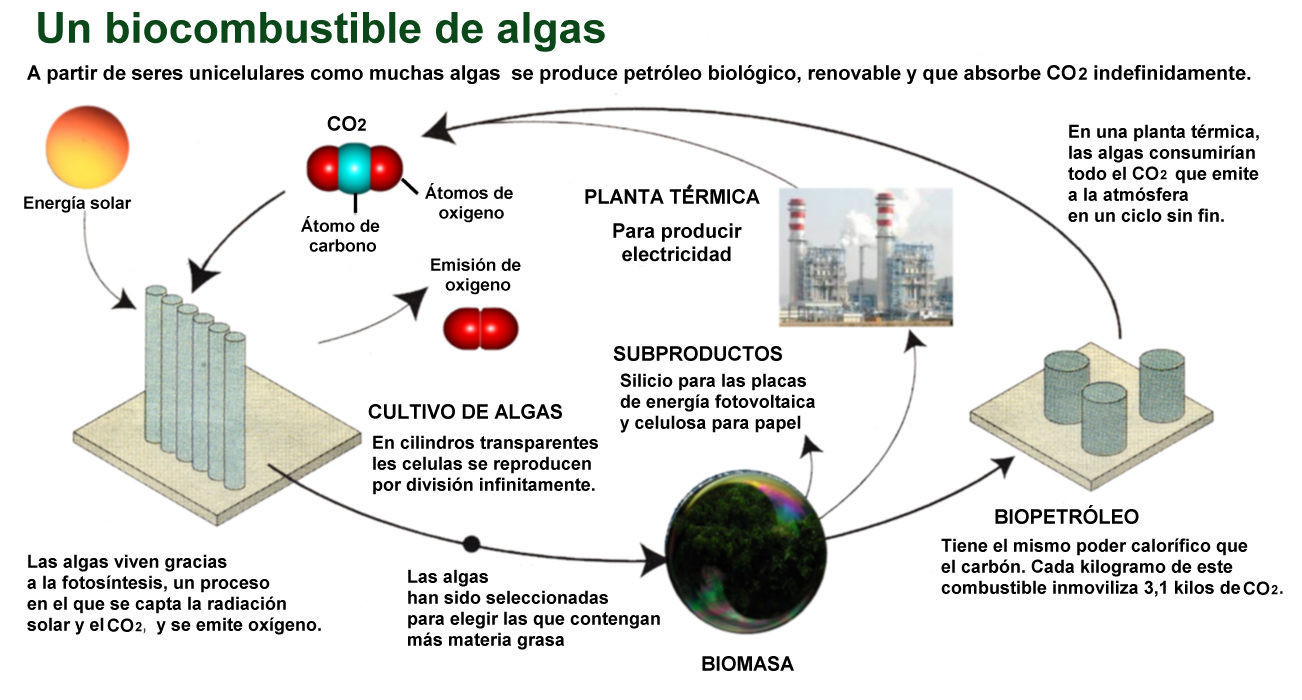
Schéma de production d'algocarburant.

Un algocarburant est un carburant à base de lipides extraits des micro-algues.
Les algocarburants sont des biocarburants de « troisième génération » potentiellement capables de remplacer les controversés biogazoles de « première génération », obtenus à partir d'huile végétale de plantes terrestres. Le combustible d'algues, le biocarburant d'algues ou l'huile d'algues est une alternative aux combustibles fossiles liquides qui utilisent les algues comme source d'huiles riches en énergie. Comme le carburant fossile, le carburant à base d'algues libère du CO2 lorsqu'il est brûlé, mais contrairement au carburant fossile, le carburant à base d'algues et autres biocarburants ne libère que du CO2 récemment prélevé dans l'atmosphère par photosynthèse à mesure que les algues ou les plantes poussent. Une algue est amenée à maturation et est transformée en biocarburant en un peu plus de 2 jours[réf. souhaitée], alors que des ressources comme le pétrole fossile, demandent plusieurs millions d'années pour transformer la matière végétale en pétrole.
La crise énergétique et la crise alimentaire mondiale ont suscité un intérêt pour la culture d'algues pour la production de biogazole et d'autres biocarburants sur des terres impropres à l'agriculture classique. Parmi les possible caractéristiques attrayantes des combustibles à base d'algues, mentionnons qu'ils pourraient être cultivés avec un impact minimal sur les ressources en eau douce, peuvent être produits en utilisant du sérum physiologique et des eaux usées, et sont biodégradables et relativement inoffensifs en cas de déversement dans l'environnement naturel. Même si les algues peuvent rapidement envahir le milieu.
Le biocarburant produit entièrement à partir d'algues est considéré comme une énergie de 3e génération, mais sa production n’est pas encore au point.

## Histoire
Le précurseur de l'utilisation des algues à l'échelle industrielle est Alexandre Saint-Yves d'Alveydre à la fin du XIXe siècle. Il entreprit la mise au point d'applications industrielles de plantes marines, et arrêta son projet faute de capitaux.

## Principales caractéristiques
Les algues sont le premier composant du kérogène, duquel est issu le pétrole.

### Photosynthèse des micro-algues

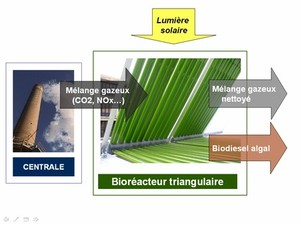
Principe de la production de carburants par des micro-algues.

Les diatomées et les chlorophycées ont un processus photosynthétique similaire à celui des plantes supérieures. Elles sont capables de fixer, comme le font les plantes terrestres, le CO2 grâce à l’enzyme Rubisco (Ribulose 1,5 bisphosphate carboxylase). Les produits du cycle de Calvin servent de point de départ aux biosynthèses de sucres ou de lipides. L’enzyme acétylcoenzyme A carboxylase (ACCase) joue un rôle clé, notamment chez les diatomées, dans la voie de synthèse des triglycérides ou triacylglycérols (TAG), molécules recherchées pour l’obtention des carburants. Une carence en silice induit chez les diatomées une synthèse accrue en lipide, ceci en lien avec l’activité du gène de l’ACCase. Ce gène a été isolé et cloné en vue de chercher à augmenter son expression et donc la production d’huile. Un stress azoté chez les algues vertes s’accompagne des mêmes effets,. Ceux-ci ont quand même le défaut de diminuer la reproduction des algues. Il faut donc bien chronométrer le moment où les algues seront mises en situation de stress azote, c'est-à-dire au moment où elles atteignent l'effectif final visé.

### Rendements
Il existe différents types de rendements.
- Le rendement en biomasse caractérise la production de matière vivante, ce rendement est une base de comparaison pour les sources de biocarburants (céréales, algues, arbres, etc.). Ce rendement est particulièrement utilisé dans l'analyse du remplacement du pétrole par une énergie renouvelable équivalente (liquide, avec peu de modification des systèmes déjà existants comme les moteurs).
- Le rendement énergétique caractérise la production finale d'énergie, quelle que soit sa forme (carburant ou électricité). C'est un indicateur de comparaison global[6].

#### Rendement en biomasse

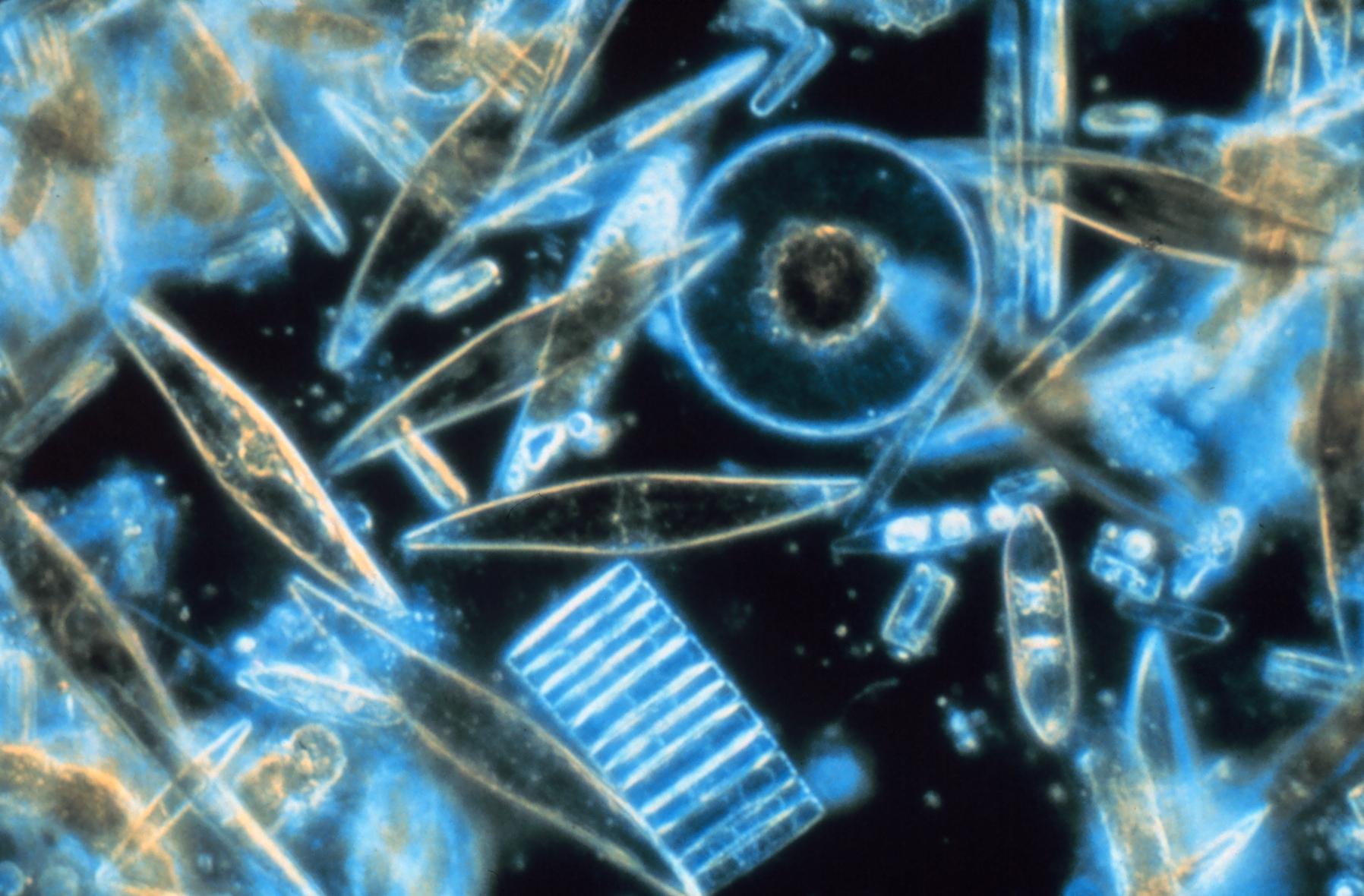
Il existe environ 100000 espèces de diatomées (micro-algues) connues dans le monde — plus de 400 nouveaux taxons sont décrits chaque année.
Certaines espèces sont particulièrement riches en huile.

Selon le programme de recherche Shamash, coordonné par l'INRIA, certaines micro-algues « peuvent accumuler jusqu'à 50 % de leur poids sec en acides gras ». Les micro-algues expérimentées sont les diatomées et les chlorophycées,.

Selon l'IFREMER, 

« on estime entre 200 000 et un million le nombre d’espèces d’algues existant dans le monde. Cette diversité biologique, répondant à une exceptionnelle adaptabilité, laisse préjuger d’une richesse proportionnelle en molécules originales et en lipides (algocarburants). Comparativement aux espèces oléagineuses terrestres, les micro-algues présentent de nombreuses caractéristiques favorables à une production d’acides gras qui pourraient notamment être mises à profit pour produire des algocarburants. Les principaux atouts sont un rendement environ 10 fois supérieur en biomasse et l’absence de conflit avec l’eau douce et les terres agricoles. La production pourrait représenter 20 000 à 60 000 litres d’huile par hectare par an contre 6 000 litres pour l’huile de palme, un des meilleurs rendements terrestres. »

Selon Yusuf Chisti de l'université Massey en Nouvelle-Zélande (Institute of Technology and Engineering), le rendement des diatomées et chlorophycées est nettement supérieur à celui des plantes terrestres telles que le colza car ce sont des organismes unicellulaires ; leur croissance en suspension dans un milieu aqueux leur permet un meilleur accès aux ressources : eau, CO2 ou minéraux. Selon les scientifiques du NREL (National Renewable energy Laboratory), les algues microscopiques sont capables de « synthétiser 10 fois à 100 plus d’huile à l’hectare que les plantes terrestres oléagineuses utilisées pour la fabrication d'agrocarburants. »
Les carburants nécessaires pour le transport routier des États-Unis pourraient être couverts par la production d'algocarburants sur une surface de 90 000 km2, soit à peu près la superficie totale de la Hongrie. Un rendement à comparer avec celui de l'huile de palme, qui pour le même usage nécessiterait la surface totale d'un pays comme le Pakistan. Un chercheur ayant réalisé une étude pour le département de l'Énergie des États-Unis estime quant à lui que le carburant consommé aujourd'hui aux États-Unis pourrait être produit sur une surface moindre, équivalente à celle de l’État de Maryland qui fait 27 091 km2, soit un carré de 165 km de côté. À titre de comparaison, le Sahara représente 9 400 000 km2.

#### Rendement énergétique
Le rapport « Agrocarburants et Environnement » publié fin 2008 en France par le ministère de l’Écologie, affirme pour sa part que le rendement de conversion de l'énergie solaire par les micro-algues est de l'ordre de 3 W/m2, soit deux à dix fois moins que l’énergie éolienne (entre 5 et 20 W/m2), ou l’hydroélectricité de montagne (entre 10 et 50 W/m2). La conclusion tirée par ce rapport est que : 

« Les agrocarburants se situent dans la zone des rendements les plus faibles, ils sont de fait limités par le rendement de la photosynthèse qui est très faible (< 1 %). La troisième génération, utilisant des algues, restera largement moins efficace que les solutions “électriques” quelles qu'elles soient, notamment l'utilisation de l'énergie solaire », ainsi « les agrocarburants n'ont donc pas d'autre justification que celle de fournir du carburant utilisable pour les transports en substitution des carburants d'origine fossile. »

### Coût
Les estimations du coût de production industrielle divergent.
- L'équipe scientifique française Shamash évalue en janvier 2009 à 10 euros par litre le coût de production industrielle de l'algocarburant[14].
- Une entreprise canadienne, Seed Science Ltd[15] estime le coût de production industrielle dans les pays développés à un chiffre compris entre 3,5 et 6,9 euros par litre (soit entre 4,5 $ et 9 $).
- Le programme Biomass, du département de l'Énergie des États-Unis évalue le coût de production industrielle à plus de 8 $ par gallon, soit 1,80 euro par litre, compte tenu des données connues en novembre 2008[16].
- La société Algenol[17] annonce une distribution à bas coût de 1,30 $ par gallon en 2015[18], soit 0,30 € par litre.

Pour comparaison, le coût technique de production du pétrole (exploration, développement et exploitation) varie entre 10 et 40$ par baril, soit 6 à 24 centimes d'euros par litre.

## Perspectives de développement
- En 2008, le responsable du programme de recherche français Shamash, Olivier Bernard (INRIA) précisait : « Une production à grande échelle n'est pas imaginable avant au moins cinq ans, plus vraisemblablement dix. » Les sociétés privées proposent des scénarios plus optimistes, « ne serait-ce que pour plaire à leurs capital-risqueurs[20]. » Cette même année 2008, un rapport de la Communauté du renseignement des États-Unis (organe synthétisant les analyses géopolitiques des services de renseignement américains) suggérait quant à lui que « les nouvelles technologies énergétiques (biocarburants, énergie solaire photovoltaïque et l'énergie éolienne) ne seront probablement pas commercialement viables et répandues en 2025 » dans son rapport titré Global Trends 2025 - a Transformed World. Ce rapport indique également que le coût de développement à grande échelle des nouvelles infrastructures associées aux biocarburants (transport de l'hydrogène par exemple) serait un problème, mais que le développement d'infrastructures locales seraient plus bas et envisageable (production d'énergie pour de petits commerces ou maisons individuelles)[21].
- En 2009, la société Solazyme Inc, a été sélectionnée par l'US Department of Defense (DoD) pour développer et produire à l'échelle commerciale des biocarburants à base d'algues, qui répondent aux spécifications de la marine américaine pour ses plates-formes militaires tactiques. Solazyme produira un carburant renouvelable sous le nom commercial Soladiesel F-76. Ce carburant est testé pour évaluer sa compatibilité avec l'actuel carburant diesel F-76 Naval distillat[22].
- En 2010, la startup française Fermentalg souhaite produire, en partenariat avec le CEA des Oméga 3 à partir de bactéries cyanophycées en bioréacteurs (sans lumière), et un algocarburant, à partir de cyanophycées ou algues filamenteuses riches en lipides (jusqu'à 70 % de la masse de certaines espèces) alimentés par des sous-produits industriels[23].
- En 2011, un Sud-Coréen[24] a montré que la destruction par ultrasons des parois cellulaires algales accroît la quantité de bioénergie (d'un facteur 6 au maximum, permettant de passer à 0,8 g/L d'éthanol à 6 g/L[25]).
- En 2012, les sociétés françaises Ennesys et Cojolys ont mis au point deux dispositifs générant de l'électricité et de la chaleur via des aquariums installés sur les toits en conduisant des eaux usées comme celles des WC dans un bassin où croissent des algues unicellulaires. Stimulés par la lumière, ces organismes se nourrissent de matière organique et produisent un biocarburant utilisable dans un générateur. Le dispositif permettrait d'assurer l'autosuffisance d'un bâtiment[26].
- En 2016, en Chine, le génome mitochondrial d'une souche « YC001 » de micro-algue verte d'eau douce dite (Ettlia sp.) réputée potentiellement intéressante pour l'algoculture a été séquencé[27]. Les analyses phylogénétiques moléculaires et les observations microscopiques permettent selon les auteurs de classer cette espèce comme appartenant au genre Coelastrella et de la comparer avec Acutodesmus obliquus qui lui est taxonomiquement très proche (« Taxon-sœur »)[27].

## Controverse
À 10 euros le litre, l'huile de micro-algue ne serait pas compétitive sur le marché selon l'équipe Shamash. A contrario, la société Algenol annonce une distribution à bas coût de 1,30 $ par gallon en 2015 (0,30 € par litre).
Le recours aux algocarburants, parfois surnommés l'algocarburant « oilgae » (oil + algae en anglais)), serait une alternative aux carburants d'origine fossile, mais encore non satisfaisant au niveau écologique, en comparaison avec la production électrique à partir de l'énergie solaire.
La production de carburants à partir d'algues est critiquée par certains cercles écologistes, car continuer à rouler au pétrole, même de synthèse, va fortement contribuer à l'effet de serre et donc au réchauffement climatique.
Pourtant, les algocarburants échappent aux précédentes critiques écologiques puisque, :
- on peut éviter la concurrence avec les cultures vivrières puisque la production peut être implantée dans des zones non cultivées. En effet, les deux techniques expérimentées sont la production hors sol dans des tubes et la culture en bassin ;
- les ressources en eau potable sont épargnées puisque c'est de l'eau de mer qui est utilisée dans tous les cas de figure.

Cependant, la fabrication des algocarburants, demande aussi beaucoup d'énergie :
- au captage du CO2 sur les sites émetteurs,
- à son acheminement sur le site de production,
- au brassage des algues et du CO2 par des pompes lors de la culture,
- au « craquage » à haute pression permettant de briser les molécules et d'obtenir une huile,
- ainsi qu'au raffinage de cette huile en carburant compatible avec les moteurs. Tous ces coûts de fabrication diminuent fortement la rentabilité de la fabrication. Selon les Amis de la terre[30] : « Le bilan énergétique des carburants tirés d’algues est pathétique. Selon certaines analyses, la quantité d’énergie nécessaire à leur production est sept fois plus grande que l’énergie produite par les carburants qu’on en tire[31]. »

## Opérateurs de la filière
Le directeur d'Aurora Biofuels, une des entreprises du secteur, affirme qu'il faudra plusieurs années pour atteindre la mise en production, tandis que la Société Green Fuel a déjà un site de production expérimental. L'hebdomadaire américain Time Magazine a désigné Isaac Berzin, le fondateur de Green Fuel qui développe l'algocarburant, comme l'une des 100 personnalités les plus influentes de l'année 2008.
La firme américaine Petrosun, a annoncé la création, à Rio Hondo (Texas), d'une ferme de micro-algues marines s'étendant sur 450 hectares d'étangs salés, puis d'une seconde, près du golfe du Mexique, de 1 100 hectares. La société israélienne Algatech, qui élabore depuis 1999, dans le désert du Néguev, des dérivés d'algues à usage médical et alimentaire, se tourne vers la production de carburant algal. GreenFuel, issue du Massachusetts Institute of Technology (MIT), poursuit ses recherches sur les systèmes de culture d'algues.
Les sociétés Shell, Boeing, Chevron, General Electric, Tokyo Gas, ENI, investissent dans la recherche dans ce secteur en association avec les entreprises pionnières. Parmi les investisseurs, on compte également un fonds d'investissement détenu par Bill Gates.
Des programmes de recherche ont été lancés aux États-Unis, en Australie, au Mexique, en France, au Japon, en Italie, en Chine et en Israël.

### Essais
Le 7 janvier 2009, un Boeing 737 de Continental Airlines effectuait un vol de deux heures avec un moteur alimenté à 50 % par un agrocarburant issu de jatropha et d’algues marines.
Le 30 janvier 2009, la Japan Airlines testait sur un Boeing 747 un mélange d’algues, de jatropha et de caméline, une plante de la famille du chou.
Du 8 au 18 septembre 2009, la société Saphire Energy a fait réaliser entre San Francisco et New York une tournée d'une voiture de série adaptée pour rouler à l'algocarburant. La voiture est baptisée Algaeus. Cette tournée est sponsorisée par l'ONG Veggie Van Organization. Algaeus est la première voiture au biocarburant algal légalement homologuée et habilitée à traverser les États-Unis. Le véhicule a pour base une Toyota Prius 2008 à laquelle on a ajouté une batterie supplémentaire et un système avancé de gestion de l'énergie, sans en modifier le moteur. Le véhicule hybride, à la fois électrique et bioalgal, peut faire « 150 miles avec 1 gallon d'algocarburant », (soit 1.57 l/100 km, valeur 3 fois plus basse que la consommation normale de cette voiture, selon la société Saphire Energy).
En 2015, Euglena (entreprise), une société japonaise, effectue des premiers essais de biogazole (incorporant de l’euglena, une micro-algue) pour bus. Le carburant est fonctionnel, les bus roulent quotidiennement durant l’année 2015, mais le biocarburant ne comporte alors que 1% d’euglena (le reste étant composé de carburant standard). En 2022, la société annonce avoir fait voler un avion du gouvernement japonais avec un carburant intégrant des huiles domestiques usagées et de l'huile extraite de l'algue euglena.

## Biohydrogène
Le biohydrogène, hydrogène produit biologiquement, souvent à partir de la biomasse algale est étudié, testé et utilisé comme carburant. Il participe à l'économie hydrogène et son potentiel intéresse la recherche et l'industrie.